# Mayetiola graminis
Mayetiola graminis är en tvåvingeart som först beskrevs av Antoine François, comte de Fourcroy 1785.  Mayetiola graminis ingår i släktet Mayetiola och familjen gallmyggor. Inga underarter finns listade i Catalogue of Life.